# Dubysos vidurupis ir žemupys
Dubysos vidurupis ir žemupys este o arie protejată (sit de importanță comunitară — SCI) din Lituania întinsă pe o suprafață de 2.722,42 ha, integral pe uscat.

## Localizare
Centrul sitului Dubysos vidurupis ir žemupys este situat la coordonatele 55°20′21″N 23°21′21″E / 55.3391°N 23.3559°E.

## Înființare
Situl Dubysos vidurupis ir žemupys a fost declarat sit de importanță comunitară în aprilie 2004 pentru a proteja 11 specii de animale.

## Biodiversitate
Situată în ecoregiunea boreală, aria protejată conține 16 habitate naturale: Pajiști calcaroase din nisipuri xerice, Pajiști uscate seminaturale și facies de acoperire cu tufișuri pe substraturi calcaroase (Festuco-Brometalia) (* situri importante pentru orhidee), Pajiști fino-scandinave uscate până la mezice, bogate în specii de altitudine mică, Pajiști cu Molinia pe soluri calcaroase, turboase sau argilos-nămoloase (Molinion caeruleae), Liziere de ierburi înalte hidrofile de câmpie și de nivel montan până la alpin, Pajiști aluvionare boreale nordice, Fânețe de joasă altitudine (Alopecurus pratensis, Sanguisorba officinalis), Izvoare fino-scandinave și mlaștini produse de izvoare bogate în minerale, Izvoare petrifiante cu formare de travertin (Cratoneurion), Păduri caducifoliate bătrâne naturale hemiboreale fino-scandinave (Quercus, Tilia, Acer, Fraxinus sau Ulmus) bogate în specii epifite, Păduri fino-scandinave bogate în ierburi cu Picea abies, Păduri de conifere pe eskere fluvioglaciare sau legate la acestea, Păduri de stejar sau de stejar și carpen sub-atlantice și medio-europene de Carpinion betuli, Păduri pe pante, grohotișuri și ravene de Tilio-Acerion, Păduri aluvionare cu Alnus glutinosa și Fraxinus excelsior (Alno-Padion, Alnion incanae, Salicion albae), Păduri mixte riverane de Quercus robur, Ulmus laevis și Ulmus minor, Fraxinus excelsior sau Fraxinus angustifolia, de-a lungul marilor râuri (Ulmenion minoris).
La baza desemnării sitului se află mai multe specii protejate:
- mamifere (1): vidră de râu (Lutra lutra)
- nevertebrate (4): Graphoderus bilineatus, Ophiogomphus cecilia, Phengaris teleius, Unio crassus
- pești (6): zvârluga (Cobitis taenia), zglăvoacă (Cottus gobio), Lampetra fluviatilis, cicar (Lampetra planeri), boarță (Rhodeus amarus), somonul (Salmo salar)

Pe lângă speciile protejate, pe teritoriul sitului au mai fost identificate 2 specii de plante, 1 specie de păsări, 1 specie de nevertebrate.